# 正村 (小惑星)
正村（まさむら、4614 Masamura）は、小惑星帯にある小惑星。1990年に、岐阜県可児市で水野義兼と古田俊正によって発見された。

## 名称
岐阜天文台台長・正村一忠（1920年 - 1998年）に因み、1992年2月に命名された。
正村は1935年に太陽黒点を観測して以来、天文学的な発見を多く成し遂げたアマチュア天文家である。1971年には柳津町（現・岐阜市）に岐阜天文台を開設し、一般の利用に供した。また、東亜天文学会の理事を務め、同会がアマチュア天文家の活動に授与する賞に財政的な支援を行うなど、アマチュア天文家の活動振興と天文学の普及のために多くの貢献をおこなった。

## 註
1. ↑  MPC 19697（1992年2月18日）